# Pointe d'Aveneyre
La pointe d'Aveneyre est un sommet des Préalpes vaudoises qui culmine à 2 026 mètres d'altitude dans le canton de Vaud, en Suisse.

## Situation
La pointe d'Aveneyre est située entre les rochers de Naye et le col de Chaude au nord et les tours d'Aï et de Mayen au sud. La crête Est du sommet domine le barrage de l'Hongrin. Le versant Ouest domine Villeneuve et le lac Léman.

## Hydrographie
Sur le versant Ouest de la pointe d'Aveneyre, la Tinière coule dans le lac Léman (bassin du Rhône), sur le versant Est coulent des ruisseaux alimentant l'Hongrin (bassin du Rhin). La pointe d'Aveneyre marque donc la ligne de partage des eaux entre la mer Méditerranée et la mer du Nord.